# Lucy Katherine Armitage Chippindall
Lucy Katherine Armitage Chippindall  "Chipps" ( 1913 - 1992 ) fue una botánica sudafricana.

## Algunas publicaciones

### Libros
- Lucy K.A. Chippindall, J.C. Smuts. 1955. A Guide to the identification of grasses in South Africa. Parte 1 de The Grasses and pastures of South Africa.
- Lucy K. A. Chippindall, J. D. Scott. 1955. The grasses and pastures of South Africa: A guide to the identification of grasses in South Africa by Lucy K. A. Chippindall. Pasture management in South Africa by Prof. J. D. Scott ... and others, Partes 1-2. Ed. Central News Agency. 771 pp.
- Lucy K. A. Chippindall, A. O. Crook. 1976. 240 grasses of southern Africa, Volumen 1. Ed. M.O. Collins. 527 pp.

## Honores

### Eponimia
- (Poaceae) Pentameris chippindalliae (H.P.Linder) Galley & H.P.Linder[2]
- La abreviatura «Chippind.» se emplea para indicar a Lucy Katherine Armitage Chippindall como autoridad en la descripción y clasificación científica de los vegetales.[3]